# Ocean Avenue (chanson)
Pour les articles homonymes, voir Ocean Avenue.
Singles de Yellowcard
Way Away
(2003) Only One
(2005)
Ocean Avenue a été le single qui a fait percer Yellowcard. Ce titre est le deuxième single de l'album Ocean Avenue et sa troisième piste. Il est connu pour les avoir fait connaître du grand public, être passé de nombreuses fois sur MTV et très souvent à la radio. Ocean Avenue est une rue de Jacksonville en Floride, la ville natale du groupe, qu'ils ont quittée pour Los Angeles en Californie.
D'après l'ancien guitariste Ben Harper, Ocean Avenue a été écrite à propos de Jacksonville. « Au lieu de parler d'une fille, ça parle d'une scène et d'un sentiment que nous voulons retrouver : sortir et écrire, avant que nous ne partions pour la Californie. »
Alors que la chanson n'était pas encore sortie, elle a été passée sur des radios américaines tout au long de l'été précédant sa sortie le 24 septembre 2003.

## Liste des pistes
1. Ocean Avenue
2. Way Away (version acoustique)
3. Firewater

## Clip
Le clip fait le portrait du chanteur Ryan Key faisant face à son destin de plusieurs manières et repartant à zéro (cela ressemble beaucoup au film allemand de 1998 "Run Lola Run", utilisant même plusieurs scènes identiques). Son scénario lui a permis de devenir un des favoris de l'émission "Total Request Live", atteignant la première place. La vidéo a également reçu un MTV2 Award aux MTV Video Music Awards de 2004.
- La vidéo contient un hommage à la vidéo de Brand New pour la chanson Sic Transit Gloria... Glory Fades. La valise présente dans le clip de Ocean Avenue avec un logo en agneau est identique à celle dans la vidéo de Brand New.
- Ces vidéos ont été produites par Marc Webb, qui se sert de l'agneau dans ses vidéos pour montrer que c'est lui qui les a produites.
- La valise est également présente dans le clip de Rough Landing, Holly.
- C'est le dernier clip dans lequel on peut voir le bassiste Alex Lewis.